# Fédération tunisienne de l'automobile
Pour les articles homonymes, voir FTA.
La Fédération tunisienne de l'automobile (FTA) a pour objectif de promouvoir le sport automobile conformément aux orientations de la Fédération internationale de l'automobile.
Sa constitution est agréée par le ministère de la Jeunesse et des Sports en date du 10 décembre 2012. Elle est soumise aux dispositions de la loi organique n°95-11 du 6 février 1995 relative aux structures sportives.

## Manifestations
- Tunisia Challenge (championnat national de voiture de tourisme)
- Tunisia Kart Trophy (championnat national de karting)
- Tunisia Run&Tuning (championnat national run et tuning)
- Grand Prix de Tunis (Legends Cars)
- Rallye de Tunisie (rallye)
- Trophée du Temple (course de côte)
- Grand Prix historique de Tunis (voitures historiques)

## Bureau fédéral
En 2023, les membres du bureau fédéral sont les personnalités suivantes :
- Hichem Ameur : président ;
- Marouene Bari : vice-président ;
- Slim Arfaoui : trésorier ;
- Yasmine Doukar : membre ;
- Mohamed Chedly Younes : membre ;
- Nassira Barhoumi : membre.

## Logo

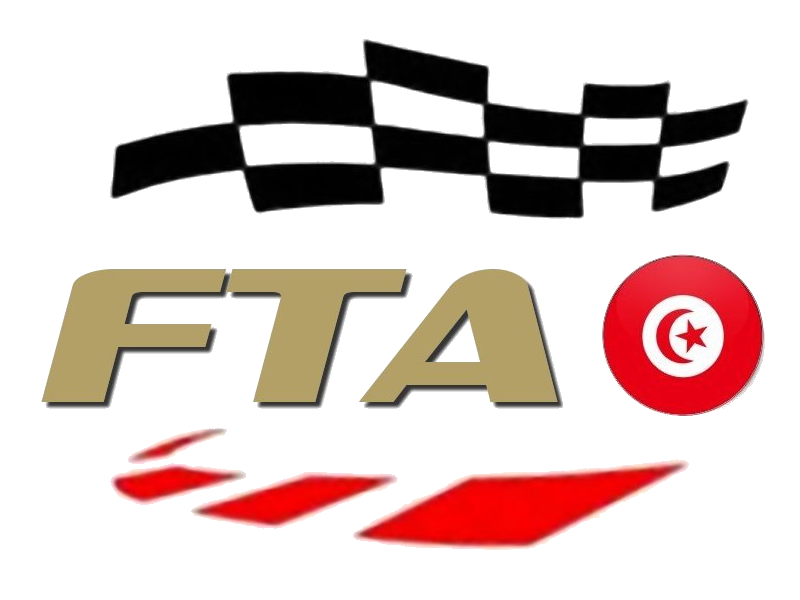
Logo ancien.
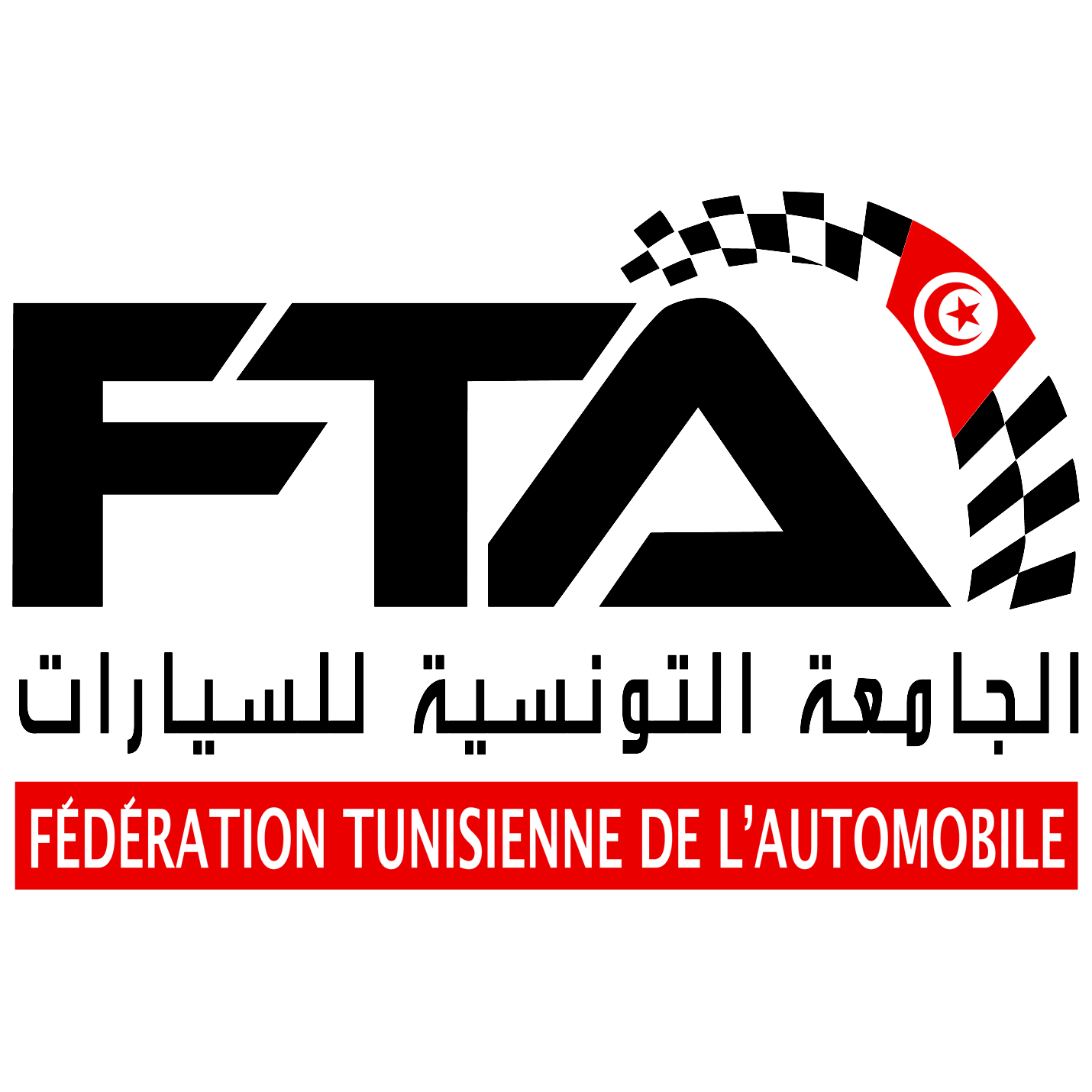
Logo actuel.